# Caroline von Moro

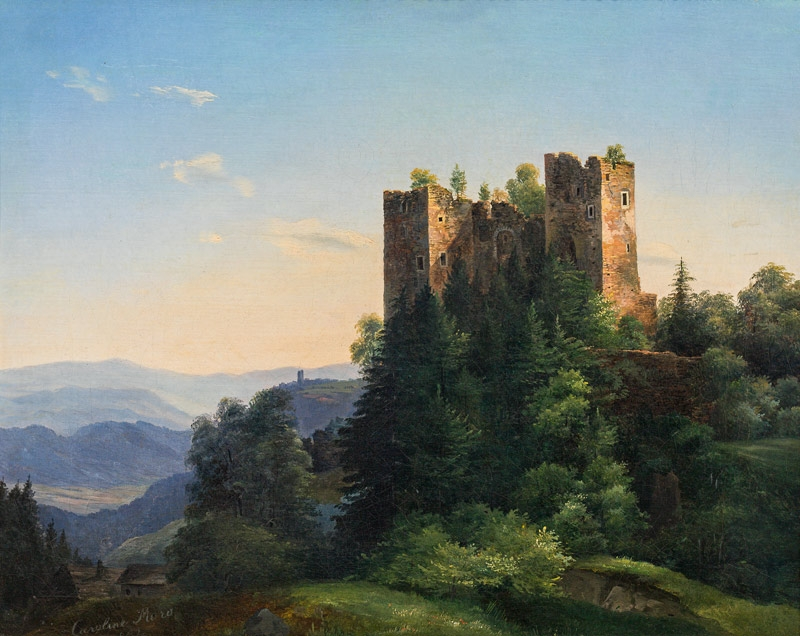
Ölgemälde aus dem Jahre 1850, Motiv vielleicht Burgruine Obertrixen in Kärnten

Caroline von Moro (* 6. Januar 1815 in Klagenfurt; † 27. März 1885 in Klagenfurt) war eine österreichische Malerin.

## Leben
Caroline von Moro war eine geborene Edle von Rainer zu Harbach und entstammte einem alten Kärntner Geschlecht, das im 18. Jahrhundert geadelt und in den Ritterstand erhoben worden war. Sie kam am 6. Jänner 1815 in Klagenfurt zur Welt, heiratete 29-jährig 1844 den Viktringer Tuchfabrikanten Max Ritter von Moro und gebar ihm die künstlerisch begabten Töchter Sophie und Johanna.
Die Familie Moro zählte zu den Aufsteigern des 19. Jahrhunderts. Die Brüder Christof und Johann Moro hatten 1785 in Klagenfurt mit der Tucherzeugung begonnen und diese 1788 in den riesigen Komplex des Zisterzienserstiftes Viktring verlegt, das zwei Jahre zuvor vom Staat im Rahmen der allgemeinen Klosteraufhebungen geschlossen und zum Kauf angeboten worden war. Die Moros waren 1816 geadelt und drei Jahre danach auch in den Ritterstand erhoben worden.

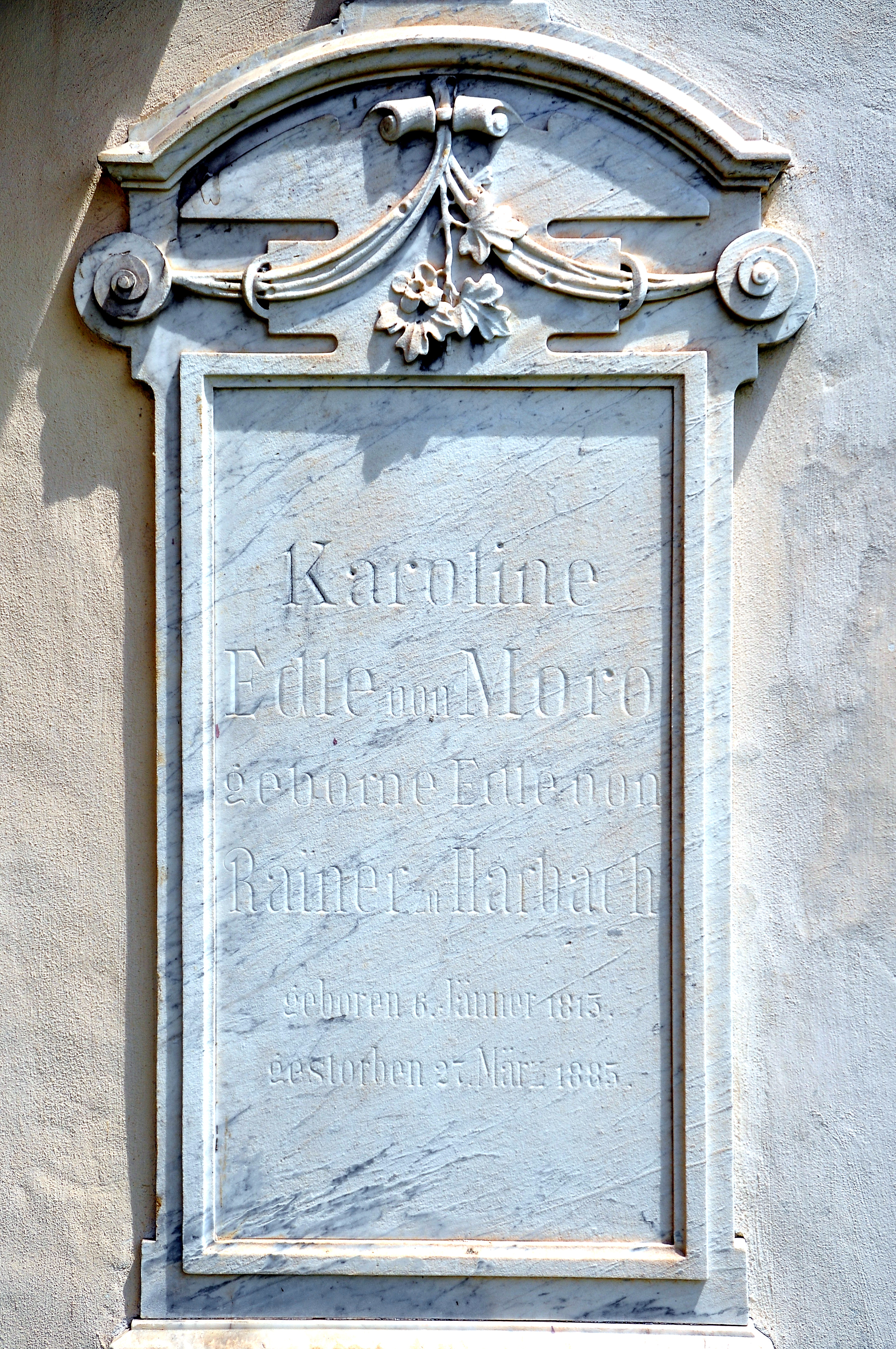
Grabstein an der Pfarrkirche Viktring-Stein in Stein bei Viktring

Von Eduard von Moro lernte Caroline die Kunst des Zeichnens und Malens und wurde schon bald die zentrale Person des Viktringer Künstlerkreises. Ihr künstlerisches Werk setzt sich aus Landschaften, Stillleben, Porträts und Interieuren zusammen. Aus den 1860er Jahren existiert ein Skizzenbuch mit 38 reizvollen Motiven. Es enthält u. a. Ansichten aus dem Vellachtal und Zeichnungen aus dem östlichen Wörtherseebereich. 1871 wurde Caroline von Moro im Alter von 56 Jahren von August Prinzhofer (1816–1885) porträtiert. Das Bildnis zeigt eine selbstbewusste dunkelhaarige Aristokratin. Sie starb am 27. März 1885 und wurde in Stein bei Viktring zu Grabe getragen.

## Überliefertes Werk
- Skizzenbuch mit 38 reizvollen Motiven